# Artur Lompart
Artur Piotr Lompart (ur. 30 lipca 1973 w Nowym Sączu) – polski urzędnik państwowy i dyplomata, od 2020 Ambasador RP w Grecji. 

## Życiorys
Absolwent I Liceum Ogólnokształcącego im. Jana Długosza w Nowym Sączu. Laureat XXXII Olimpiady o Polsce i Świecie Współczesnym w 1992. W 1997 uzyskał tytuł magistra w Instytucie Stosunków Międzynarodowych Wydziału Dziennikarstwa i Nauk Politycznych Uniwersytetu Warszawskiego. W latach 1994–1996 współpracownik programu „Puls dnia” nadawanego w Telewizji Polskiej S.A. oraz redakcji międzynarodowej dziennika „Życie”. Karierę zawodową rozpoczął w 1996 jako specjalista ds. mediów i promocji Biura Informacji i Promocji UW. Od 1997 pełnił funkcję zastępcy kierownika Biura i jednocześnie zastępcy Rzecznika Prasowego. W 2002 objął kierownictwo Biura i został Rzecznikiem Prasowym UW. 
Karierę dyplomatyczną rozpoczął w 2007 w Ambasadzie RP w Nowym Delhi, najpierw na stanowisku radcy do spraw kultury i nauki, odpowiedzialnego ponadto za pomoc rozwojową a następnie, od 2011, jako konsul. 
W 2014 powrócił na Uniwersytet Warszawski, gdzie koordynował obchody 200-lecia uczelni. W grudniu 2015, po wygranym konkursie do korpusu służby cywilnej został pracownikiem Ministerstwa Spraw Zagranicznych RP na stanowisku naczelnika wydziału protokolarnego w Biurze do Spraw Przygotowania Szczytu Północnoatlantyckiego w RP w 2016. 
We wrześniu 2016 przeniesiony na stanowisko ds. koordynacji i nadzoru służby konsularnej w Departamencie Konsularnym. W lutym 2017 objął stanowisko naczelnika Wydziału Ameryk, Afryki, Azji i Australii w tym Departamencie. 6 października 2017 został powołany na stanowisko dyrektora Biura Rzecznika Prasowego, pełniącym także obowiązki rzecznika prasowego MSZ. Od 22 października 2018 dyrektor Biura Spraw Osobowych MSZ.    
19 grudnia 2019 Komisja Spraw Zagranicznych Sejmu RP pozytywnie zaopiniowała Artura Lomparta jako kandydata na ambasadora RP w Grecji. 21 lutego 2020 akt mianowania podpisał Prezydent RP. Po otrzymaniu 11 maja 2020 nominacji ambasadorskiej z rąk ministra spraw zagranicznych Jacka Czaputowicza. 20 lipca 2020 Lompart objął placówkę. Urzędowanie zakończył w czerwcu 2024.
Jest żonaty, ma dwoje dzieci.

## Wyróżnienia
W listopadzie 2019 z okazji Dnia Służby Zagranicznej został odznaczony przez Prezydenta RP Andrzeja Dudę Złotym Krzyżem Zasługi.
W 2024 został uhonorowany przez Towarzystwo Hellenizmu i Filhellenizmu we współpracy z Akademią Ateńską Medalem Lorda Byrona, za zasługi w promowaniu udziału polskich filhellenów w czasie Powstania Greckiego 1821–1832. 
19 lipca 2024 został odznaczony przez prezydent Grecji Krzyżem Wielkim Orderu Feniksa. 